# Концепция за външна политика на Руската федерация
Концепцията за външна политика на Русия е система от възгледи, относно съдържанието, принципите и основните направления във външнополитическата дейност на Русия.
Настоящата Концепция е одобрена от президента на Русия на 28 юли 2000, като в основата ѝ стои Конституцията на Русия, федералните закони, общопризнатите принципи и норми на международното право и международните договори на Русия, както и „Конвенцията за национална сигурност“ и „Военната доктрина“ на Русия.
Международните отношения в началото на 21 век изискват преразглеждането и преусмислянето на цялостната ситуация около Русия и външнополитическите ѝ приоритети, като се вземе предвид нарастващата роля на страната в международните отношения. Позицията на страната на международната сцена е укрепнала, но съществуват и негативни тенденции в някои направления.
В съответствие с основните приоритети на националната сигурност, а именно – защита на отделните граждани, обществото и държавата, главните външнополитически усилия са съсредоточени към постигането на следните 8 основни цели:
1. Гарантиране на националната сигурност, суверенитета и териториалната цялост на страната, ориентирана към напредък в политически, икономически и интелектуален аспект, за установяването на Русия като най-влиятелен световен център.
2. Модернизирането на Русия – ориентирано най-вече към укрепване на основния конституционен строй – установяването на правова държава, демократични институции, реализация на човешките права и свободи, както и в икономически аспект – по-високо ниво на развитие, което да гарантира и повишаването на жизнения стандарт на населението.
3. Влияние върху световните процеси с цел установяване на демократичен и справедлив световен ред, базиран върху международното право, и колективно и равноправно взимане на решения от страните членки на ООН, като ключова организация регулираща световните международни отношения.
4. Поддържане на добри добросъседски отношения със съседните държави за предотвратяване и намаляване на напрежението в кофликтните центрове в прилежащите на Русия региони, както и в други части на света.
5. Създаването на нова система за двустранните и многостранни дипломатически отношения, с цел стабилизиране на международното положение на страната.
6. Всестранна защита на правата и интересите на руските граждани, както в страната, така и в чужбина.
7. Утвърждаването на Русия в света като демократична държава, със социално ориентирана пазарна икономика и независима външна политика.
8. Популяризиране и поддържане на руския език и култура, който допринася за културно цивилизационното многообразие в световен мащаб.

## Съвременния свят и външната политика на Русия
Съвременният свят със своята динамика сериозно застрашава интересите на Русия и нейните граждани. Новата Русия отстоява твърдо националните си интереси и придобива пълноценна роля в световните дела. В тези условия външната политика представлява един от основните инструменти за постепенно развитие на страната, осигурявайки нейната конкурентоспособност в глобализирания свят.
Като постоянна членка на Съвета за сигурност на ООН и на други регионални и международни организации, Русия оказва сериозно влияние върху формирането на новата архитектура на международните отношения.
Трансформацията на международните отношения позволява приключването на идеологическата конфронтация и постепенно преодоляване на наследството от Студената война и свързаните с нея стереотипи и предразсъдъци, което води до укрепване на международната позиция на Русия, както и възможност за разширено сътрудничество на международната сцена.
Съвременните предизвикателства и заплахи имат трансграничен характер, който изисква по-различен подход – ролята на мрежовата дипломация, основан върху гъвкавите форми на участие в многостранни структури, за колективно търсене на решение на общия проблем. На преден план в международната политика, наред с военната мощ, навлизат икономическите, научно-технологични, екологични и демографски фактори. Нивото на защитеност на личността, обществото и държавата набира все по-голяма важност – духовното и интелектуално развитие на населението, повишаването на благосъстоянието му, научния и производствен ресурс, подобряването на образованието и други.
Икономическата зависимост между народите се превръща в основен фактор за международната стабилност, което създава предпоставки за устойчива на кризи система.
Новите предизвикателства и заплахи за съвременните държави (международен тероризъм, организирана престъпност, нелегален трафик на оръжия и наркотици, екологични кризи и др.) носят глобален характер и изискват солидарността и адекватния отговор на цялата международна общност, за да бъдат преодолени. За целта международната общност трябва да изработи балансирана стратегия за решаване на тези проблеми, изхождайки от глобалния им характер – взаимносвързания проблем за сигурността, социално-икономическото развитие, както и за защитата на правата на човека.
Съществуват противоречиви тенденции, които определят състоянието на международните отношения, основавайки се на предходни периоди на развитие – на блоковото противопоставяне, „Студената война“ и нейните последствия. Съвременната глобална концепция за началото на новата история привобива цивилизовано измерение, което определя условия на конкурентност между различните ценностни ориентации и модели на развитие в рамките на демокрацията и пазарната икономика. Все по-голямо влияние върху разрешаването на биополярните конфликти оказва културно цивилизационното многообразие на съвременния свят. Огромно влияние за формирането на съвременната система на международните отношения оказват регионалните фактори и в частност техният морален аспект. За справяне с този проблем в съвременната историческа епоха е нужен открит и честен диалог, в хода на който да бъдат обсъдени стоящите пред човечеството проблеми. Необходимо е подсигуряването на условия за професионална работа на учени по откриване на историческата истина, за да не се допуска историческа тема да се превърне в политически инструмент.
Ролята на ООН в междуцивилизационния диалог трябва да бъде по-сериозна, за избягване на конфликти, породени от използването на стратегия за едностранно действие, което води до дестабилизиране на международните отношения, задълбочава междуправителствените противоречия и създава опасност за безопасността на други държави. В устава на ООН и Съвета за сигурност са приети принудителни мерки за въоръжените сили, които не позволяват дълбоки социално-икономически, междуетнически и други противоречия, за гарантиране на стабилността на съвременния свят.
Русия ще продължава работата си към укрепване на многостранното участие в световните дела, чрез формирането на такава архитектура на международните отношения, която да се основава върху международните обществени принципи и гарантирането на безопасността.
Интересите на Русия са свързани с други световни тенденции, сред които:
- Глобализацията на световната икономика.
- Нарастващата роля на многостранната дипломация и необходимостта от повишен контрол на световното развитие.
- Нарастването на икономическия потенциал на новия централен глобален ръст, вследствие либерализацията на световния пазар, създава предпоставка за по-нататъчно развитие на полицентричен ред в тези страни и региони.
- Интеграционните обединения и тяхната роля в световната икономика; съществени фактори са регионалната и субрегионалната безопасност, както и омиротворяването (Обществото на независимите държави, Евроатлантическия и Азиатско-Тихоокеанския региони, Африка и Латинска Америка).
- Опитите за намаляване на ролята на суверенните държави, провокирани от сепаратизма, етнонационалния и религиозен сепаратизъм и военнополитическото съперничество на регионалните държави, води до разделението на държавите в категории с различен брой права и поражда опасността от подкопаване на основите на международното право, както и създава предпоставка за вмешателство във вътрешните работи на суверенни държави.
- Русия се застъпва за общопризнатите норми на международното право, тяхното разбиране и прилагане.

Русия декларира провеждането на продиктувана от нейните национални интереси отворена прагматична и предсказуема външна политика. В сферата на международното сътрудничество страната се основава на равноправието и взаимното уважение на интересите и изгодите.
Важен фактор е укрепналото институционално гражданско общество и държавната подкрепа към неправителствени организации в обезпечение на руските външнополитически интереси. Отличителен белег на руската външна политика е балансираността и разнопосочността, което обуславя геополитическото положение на страната като голяма евразийска държава.
Русия е със статут на една от водещите световни сили, постоянна членка на Съвета за сигурност на ООН. Интересите ѝ са продиктувани от условията на съвременния свят и необходимостта за активно насърчаване за разрешаване на проблемите, поставени на дневен ред пред страните на международната политическа сцена. Русия осъзнава своята роля за опазването на мира и световната безопасност, както на регионално така и на глобално ниво, и е готова за съвместни действия със заинтересованите държави с цел разрешаване на общ проблем. Русия декларира също и готовността си да действа еднолично, за да защити интересите си при необходимост или при невъзможност за съвместни действия, като дори да действа самостоятелно, то ще бъде основавайки се на международното право.
Русия не би позволила да бъде въвлечена в конфронтация или да започне нова надпревара във въоръжението.

### Приоритети на Руската федерация при решаване на проблеми
1. Формиране на нов световен ред:
Главният инструмент на външната политика на Русия е многостранната дипломация. Според Русия, центърът за регулиране на международните отношения и координацията на световната политика в XXI век трябва да остане ООН. Русия поддържа усилията по укрепване на нейната централна и координираща роля. Това предполага:
- безпрекословно спазване на целите и принципите, фиксирани в устава на ООН;

- рационално реформиране на ООН с цел нейната адаптация към изменящите се политически и икономически реалности в света.

- повишаване на ефективността на дейността на Съвета за сигурност към ООН, носещ главната отговорност за поддържане на световния мир и безопасност.

Русия ще увеличава взаимодействие в такива формати като „Г8“, „стратегически триъгълник“ (Русия, Индия, Китай), БРИКС (Бразилия, Русия, Индия, Китай и Южна Америка).
2. Върховенството на правото в международните отношения:
За спазването на международното право Русия възнамерява:
- да осигурява спазването на международните задължения от участниците в международните отношения, както пред Русия, така и пред останалите страни;

- да противодейства на опитите на отделните държави или групи от държави да подлагат на ревизии общопризнатите норми на международното право, отразени в универсалните документи – Устава на ООН, Декларация за принципите на международното право, касаещи се до дружеските отношения и сътрудничеството между държавите в съответствие с Устава на ООН, от 1970 г.;

- да съдейства за прогресивното развитие на международното право, преди всичко осъществявано под егидата на ООН, достигането на универсално участие в международните договори на ООН, тяхното еднообразно тълкуване и използване;

- да се работи в направление за укрепването на международноправовите основи на сътрудничество в рамките на ОНД;

- да работи към приключване на международноправово оформяне на държавните граници на Руската федерация, а също и границите на морските пространства, по отношения на които тя осъществява суверенни права и юрисдикция.

3. Укрепване на международната сигурност:
Русия работи за укрепване на стратегическата и регионална стабилност, за тази цел Руската федерация:
- следи своите международни задължения по международните договори в сферата на неразпространение на оръжията за масово унищожаване, контрола над въоръжаването и разоръжаването, а също и взема мерки по засилване доверието във военната сфера;

- подпомага за неразпространението на ядрено оръжие и другите видове оръжия за масово унищожаване и средствата за тяхната доставка;

- работи за недопускане на извеждането на оръжия в космоса, за създаване система на колективно реагиране срещу възможни ракетни заплахи;

- отделя особено внимание за осигуряване на международна информационна безопасност в качеството си на важен елемент за укрепване на стратегическата стабилност;

- поддържа международните усилия по противодействие на незаконната търговия с леко и стрелково оръжие;

- има намерение и по-нататък да съдейства за укрепването на регионалната стабилност в Европа;

- смята международното миротворчество като действащ инструмент за регулиране на въоръжените конфликти и решаване на задачи;

- подкрепя тезата, че да разрешава използването на сили с цел принуда към мир има правомощието само Съвета за сигурност към ООН;

- разглежда алинея 51 от Устава на ООН като адекватна и неподлежаща на ревизия правна основа за използването на сила с цел самоотбрана, в това число и в условията на съществуване на такива заплахи за мира и сигурността, като международния тероризъм и разпространение на оръжия за масово унищожаване;

- разглежда като много важна национална и външнополитическа задача борбата с международния тероризъм;

- целенасочено противодейства на незаконния трафик на наркотици и организираната престъпност;

- поддържа създаването под егидата на ООН и други международни и регионални организации ефективни структури на взаимодействие за реагиране на стихийните бедствия и големи техногенни катастрофи и други извънредни ситуации;

- участва в международното сътрудничество за регулиране на процесите на миграции.

4. Международно икономическо и екологическо сътрудничество:
Главен приоритет на политиката на Руската федерация в сферата на международните икономически отношения е съдействието в развитието на националната икономика в условията на глобализацията, посредством осигуряване на равноправни позиции на страната и руския бизнес в системата на световните стопански връзки. За достигането на тази цел Руската федерация:
- се стреми към максимални изгоди и свеждане до минимум рисковете при по-нататъшни интеграции на Русия в световната икономика;

- създава благоприятни политически условия за диверсификация на руското присъствие на световните пазари;

- взема мерки на търговска политика за защита интересите на Руската федерация в съответствие с международните правила;

- оказва държавно съдействие на руските предприятия и компании в основата на нови и развитието на традиционните пазари;

- съдейства за привличането на външни инвестиции в приоритетни сфери на руската икономика;

- продължава нарастването на потенциала и модернизацията на топло-енергетическия комплекс;

- активно използва възможностите на регионални икономически и финансови организации за отстояване на интересите на Руската федерация в съответстващите региони.

Руската федерация работи за разширяване на международното сътрудничество с цел подсигуряване на екологическата сигурност и противодействието на изменението на климата на планетата, в това число с привличане на най-нови енерго- и ресурсоспестяващи технологии, в интересите на цялото световно пространство.
- поддържа международно сътрудничество в областта на охраната на здравето при водещата роля на Международната организация по здравеопазване в качеството на един от приоритетите на глобална програма на деня, неизменяемият компонент за осигуряване на устойчиво развитие.

Руската федерация ще се стреми да обезпечава отговарящи на националния интерес режими за безопасно корабоплаване, отговорен риболов и научноизследователска дейност в Световния океан в съчетаване с мерките по защита на морската среда, борба с тероризма и разпространяване на оръжия за масово унищожаване.
5. Международно хуманитарно сътрудничество и права на човека:
Русия, привърженик на универсалните демократически ценности, включвайки осигуряването на правата и свободите на човека, вижда своите задачи в това да:
- отстоява уважението на правата и свободите на човека в цял свят по пътя на конструктивния международен диалог на основата на Всеобщата декларация за правата на човека;

- защитава правата и законните интереси на руските граждани, живеещи в чужбина, на основата на международното право;

- спомага за изучаването и разпространяването на руския език като неизменна част от световната култура и инструмент на междунационално общуване;

- твърдо противодейства на проявлението на неофашизъм, на всякакви форми на расова дискриминация, агресивен национализъм, антисемитизъм и ксенофобия;

- разширява на основата на изложеното участието си в международните конвенции и съглашения в областта на правата на човека, привеждайки в съответствие с тях законодателството на Руската федерация.

6. Информационното съпровождане на външнополитическата дейност:
Важно направление на външнополитическата дейност на Руската федерация е свеждането до широките кръгове на световната общност на пълната и точна информация за нейните позиции по основните международни проблеми, за външнополитическите инициативи и действия на Руската федерация, за процесите и плановете на нейното вътрешно социално-икономическо развитие, на достиженията на руската култура и наука.
В рамките на публичната дипломация Русия ще се стреми към своето обективно възприемане в света, да развива собствените ефективни средства на информационно влияние на общественото мнение в чужбина, да обезпечава усилване на позиции на руските средства на масова информация в световното информационно пространство, предоставяйки им необходимата държавна поддръжка, активно да участва в международното сътрудничество в информационната сфера, да взема необходимите мерки по отразяване на информационните заплахи на нейния суверенитет и сигурност.

### Регионални приоритети
Основен приоритет на външната политика на Русия е защита на националната сигурност на страната чрез осигуряването на многостранното и двустранното сътрудничество с държавите членки от Общността на независимите държави (ОНД). Работи се върху развиването на добри външнополитически отношения и партньорство с държавите съседи и с всички държави, членки на Общността на независимите държави (ОНД), също така и с по-малките асоциации като Митническия съюз и Организацията на Договора за колективна сигурност (ОДКС).
Приоритетни задачи са:
1. заздравяването на отношенията с Беларус чрез взаимна интеграция;
2. решаването на конфликти в държавите членки на Общността на независимите държави (ОНД);
3. сътрудничеството във военнополитическата сфера, в сферата на сигурността и в международната борба срещу тероризма и екстремизма;
4. развитие на икономическото сътрудничество;
5. създаването на зона за свободна търговия;
6. разработването на програми за съвместно разумно използване на естествените ресурси в Каспийско море.

Друг приоритет във външна политика на Русия са отношенията в Европа и развитието на Организацията за сигурност и сътрудничество в Европа (ОССЕ). Отношенията със Съвета на Европа са изключително важни за формиране на гражданско общество.
Политиката на Русия спрямо Европейския съюз се определя от процесите в ЕС, от разширяването на съюза, преминаването на всички европейски страни към единна валута, реформи в институциите и обща външна политика на сигурност. Външнополитическите отношения между Русия и ЕС са от изключителна важност за Руската федерация, както спазване на интересите ѝ спрямо политиката с ЕС, така и с двустранните отношения със страните членки. Споразумението за партньорство и сътрудничество от 24 юни 1994 г. определя рамката на отношенията между страните от ЕС и Русия. Русия работи и с НАТО за гарантиране сигурността на континента и това е установено чрез Учредителния акт за взаимни връзки, сътрудничество и сигурност между Руската федерация и НАТО от 27 май 1997 г. Взаимното сътрудничество се определя от спазването на ключовите клаузи на този документ, като неупотребата на заплаха със сила и неразполагането на конвенционални въоръжени сили, ядрени оръжия и доставка на съоръженията им на териториите на новите страни членки. По някои параметри обаче интересите на Русия не съвпадат с тези на НАТО, като например разпоредбите на новата стратегическа концепция на НАТО и политиката на разширяване, която Русия не поддържа. За стабилизиране и растеж на руската икономика страната разчита на връзките си с държавите от Западна Европа. По отношение на страните от Централна и Източна Европа Русия работи за запазването на икономически и културни връзки и сътрудничество. По отношение на Прибалтийските републики Русия е решена да възобнови отношенията си на добросъседство и взаимно сътрудничество.
За постигане на световна стратегическа стабилност от изключителна важност са отношенията на Русия със САЩ, като трябва да се преодолеят някои различия като проблема за разоръжаването, контрол върху въоръжените сили и неразпространението на оръжия за масово поразяване, както и превенцията и разрешаването на по-рискови регионални конфликти.
По отношения на Азия е необходима икономическа промяна в Сибир и в Далечния изток и засилване на руското участие в основните интеграционни структури на азиатско-тихоокеанския регион. Русия играе определяща роля и във форума на Азиатско-тихоокеанското икономическо сътрудничество, регионалния форум по сигурността на Асоциация на страните от Югоизточна Азия (АСЕАН) и Шанхайската петорка (Русия, Китай, Казахстан, Киргизстан, Таджикистан).
Основно направление на външната политика на страната е насочено към Китай и Индия. Гарант за регионалната и световна стабилност е връзката с Китай, където Русия търси да развие сътрудничество в икономически и политически план. Отношенията с Индия са базирани на традиционно партньорство. Важен фактор за стабилността в азиатско-тихоокеанския регион е подписването на Договора за пълна забрана на ядрени опити от Индия и Пакистан, както и тяхното включване в Договора за неразпространение на ядрени оръжия. Спрямо Япония, Русия се стреми да развие отношенията на добросъседство и търси решение, което ще формализира международно призната граница между двете държави.
Спрямо ситуацията на Корейския полуостров Русия поддържа балансирани взаимоотношенията с двете страни. Заплаха за южната граница на страните от Общността на независимите държави (ОНД) е конфликтът в Афганистан и разпространението на тероризъм. Русия ще работи за стабилизирането на ситуацията в Близкия изток, включително зоната на Персийския залив и Северна Африка, като приоритет е засилването на икономическите позиции на Русия в региона и превръщането му в мирна зона. За разширяване на руското влияние в Африка е необходимо развитието на политически диалог с Организацията за африканско единство (ОАЕ).
Регионалните отношения с държавите от Централна и Южна Америка се базират на добро икономическо сътрудничество през 90-те години на ХХ век. Днес Русия търси да разшири тези отношения чрез руския високотехнологичен индустриален износ и военнотехнологично сътрудничество.

### Оформяне и прилагане на външната политика на Руската федерация
Президентът на Руската федерация, в качеството си на държавен глава, представлява Руската федерация в международните отношения и определя насоките на външната политика на страната в рамките на конституционните си права. Също в съответствие със своите конституционни правомощия, Съветът на Федерацията и Държавната дума на Федералното събрание на Руската федерация следят за изпълнението на международните задължения на страната и извършват законодателна дейност в подкрепа на руския външнополитически курс. В областта на международната сигурност Съветът за сигурност на Руската федерация прави подготовка на решенията на руския президент и извършва контрол върху изпълнението им.
Министерството на външните работи на Руската федерация прилага директно одобрения от президента на Руската федерация външнополитически курс. Провежданите външнополитически дейности от федералните органи на изпълнителната власт се координират и се намират под контрола на Министерството на външните работи на Руската федерация. При стриктно зачитане на суверенитета и териториалната цялост на Руската федерация и в съответствие с федералния закон „за координация на международните и външноикономическите връзки на поданиците на Руската федерация“, Министерството на външните работи на Русия оказва помощ на поданиците на Руската федерация в осъществяването на международното сътрудничество. При изготвянето на решенията за външнополитическия курс на страната, органите на изпълнителната власт си сътрудничат в някои случаи с руски неправителствени организации. Това се прави с цел да се осигури максималната подкрепа на гражданското общество за външната политика на Русия.
Чрез последователното изпълнение на руската външна политика, Руската федерация ще реализира историческия избор на своите народи за държава, подчинена на върховенството на закона, на демократично общество и на социално ориентираната пазарна икономика.